# Resistència francesa
La Resistència francesa (en francès: La Résistance) és el nom genèric del moviment que va lluitar contra el Govern de Vichy i l'ocupació nazi de França durant la Segona Guerra Mundial. Va començar amb petits grups d'homes i dones que prengueren armes i van a arribar a ser alguns milers. Sabotejaven ponts i línies de ferrocarrils, organitzaven evasions de presoners i lluitaven contra la Gestapo.
S'entén també per Resistència francesa el conjunt de moviments i organismes de resistència francesos davant l'ocupació nazi de França i al govern col·laboracionista de Vichy durant la Segona Guerra Mundial.
Comprèn d'una banda la Resistència exterior que s'organitza entorn del general De Gaulle a partir de juny de 1940 i que engloba les Forces Franceses Lliures (en francès: Forces françaises libres, FFL), i d'altra banda als moviments de Resistència interior, coneguts com la Resistència (en francès: Résistance intérieure française o La Résistance), que van apareixent durant el període d'ocupació alemanya i que es federaran progressivament. La França Lliure de De Gaulle i el conjunt de la Resistència Interior Francesa s'uneixen el 1942 per conformar la França Combatent (en francès: France Combattante o Forces Françaises Combattantes), terme que a partir d'aquest moment substitueix oficialment al de França Lliure. El 1943, s'uneixen al Comitè Francès d'Alliberament Nacional instal·lat a Alger, per conformar l'Exèrcit Francès d'Alliberament que combatrà al costat dels Aliats fins a l'alliberament de tot el territori francès.

## Resistència interior

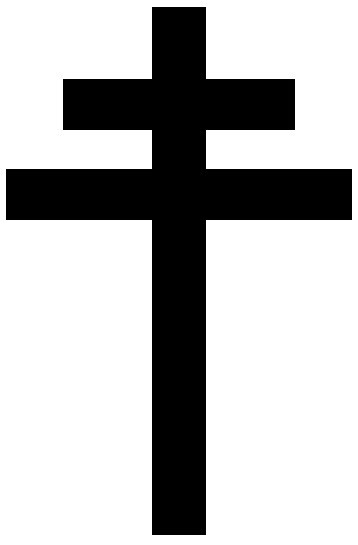
La Creu de Lorena, escollida pel General de Gaulle com el símbol de la Résistance.

És la forma amb què es denomina al conjunt de moviments i canals clandestins que van continuar la lluita contra l'Eix al territori francès després de l'armistici del 22 de juny de 1940, fins a l'alliberament el 1944. La lluita va consistir, d'una banda, en accions d'informació, sabotatge i operacions militars contra les tropes d'ocupació (majoritàriament alemanyes) i contra les forces del règim de Vichy. D'altra banda, es tractaven aspectes més aviat civils i no violents, com l'existència d'una àmplia premsa clandestina, la difusió de fullets, la producció de documentació falsa, l'organització de vagues i manifestacions, la posada en marxa de múltiples xarxes per al salvament tant de presoners de guerra evadits, de refractaris al STO (Servei de Treball Obligatori) i de jueus perseguits.
La Resistència va poder manifestar tant a la ciutat com al camp, sobretot-per aquest últim-arran del naixement del  maquis  a la primavera de 1943 (el nom  maquis  es refereix a un tipus de vegetació mediterrània, la màquia, un bosc frondós-particularment a Còrsega-i encara més a l'expressió corsa « prendre li maquis », que significa refugiar-se al bosc per fugir de les autoritats o bé d'una  vendetta ). L'exèrcit de les ombres va reunir a homes de tots els horitzons, exposats a una terrorífica repressió per la RSHA, l'Abwehr, la Wehrmacht, així com la Milícia Francesa i la policia de l' Estat francès  (règim de Vichy).
Encara que la Resistència activa i organitzada mai va representar més del 2 o 3% de la població francesa, no hagués pogut sobreviure ni desenvolupar-se sense innombrables complicitats populars, en particular en l'època dels maquis.

### Membres
Els resistents van ser homes i dones de totes les edats, encara que sovint joves, fins i tot molt joves. Els estudis apunten que, tot i que la Resistència va comptar amb autèntics personatges romàntics i bohemis, la gran majoria d'ells estaven casats, tenien un ofici i una vida de família. Entre aquests cabien universitaris, mestres, periodistes, enginyers, eclesiàstics, militars, adolescents de les classes mitjanes i superiors, tant com obrers, estenedors o artesans. Només una minoria vivia a temps complet en una total clandestinitat.
Totes les capes socials, totes les sensibilitats polítiques, filosòfiques i religioses estan representades en el si de la Resistència. Tanmateix, els jueus, els demòcrata-cristians, els socialistes i els comunistes són els que més omplien les seves files. Si bé la classe dels grans empresaris està molt poc present-malgrat excepcions destacables (Peugeot, Michelin) -, en canvi nombrosos elements tradicionalment conservadors, com els de l'Església, els militars o l'aristocràcia, participen de forma significativa en la lluita.
Una gran quantitat d'estrangers van combatre amb els resistents francesos: antifeixistes italians, antinazis alemanys i republicans espanyols refugiats a França, immigrants polonesos, ucraïnesos i armenis, jueus apàtrides. Francesos o estrangers, cal subratllar que a nivell representatiu, els jueus van destacar dins de la Resistència, en tots els nivells de responsabilitat i en totes les formes de combat subterrani. També s'hi van unir 10.000 espanyols membres de les milícies confederals, cenetistes i republicans exiliats de la Guerra Civil espanyola.

## Les diferents maneres de considerar la Resistència
Historiador del compromís resistent, Olivier Wieviorka afirma que la Resistència pot organitzar-se segons una lògica de guerra, en la qual es lliguen les xarxes resistents amb la lluita dels exèrcits, o segons una lògica d'ocupació, en la qual participen només els moviments i les formes civils. Henri Michel, fundador del Comitè d'Història de la Segona Guerra mundial, definia la Resistència com "el conjunt dels combats en nom de la llibertat de la pàtria i de la dignitat humana" contra l'ocupant i els seus aliats.